# Гондурас на летних Паралимпийских играх 2020
Гондурас на летних Паралимпийских играх 2020, прошедших в Токио 24 августа — 5 сентября 2021 года, был представлен одним спортсменом в соревнованиях по лёгкой атлетике.

## Лёгкая атлетика
| Спортсмен       | Дисциплина          | Квалификация | Квалификация | Финал     | Финал     |
| Спортсмен       | Дисциплина          | Время        | Место        | Время     | Место     |
| --------------- | ------------------- | ------------ | ------------ | --------- | --------- |
| Карлос Веласкес | Мужчины, 100 м, T38 | 13.81        | 14           | Не прошёл | Не прошёл |
| Карлос Веласкес | Мужчины, 400 м, T38 | 1:03.06      | 10           | Не прошёл | Не прошёл |